# The Weir
The Weir ist ein 733 m hoher Gipfel eines Stratovulkans auf der karibischen Insel St. Kitts.

## Geographie
The Weir ist der vierthöchste Berg auf der Insel St. Kitts im Zentrum der Insel und ein nordwestlicher Nebengipfel des Olivees Mountain.
An seinem Gipfel verläuft die Grenze zwischen den Parishes Saint Thomas Middle Island und Christ Church Nichola Town.
Südlich des Gipfels liegt der Camp Crater.